# Кособа (Сиримський район)
Кособа́ (каз. Қособа) — село у складі Сиримського району Західноказахстанської області Казахстану. Адміністративний центр Кособинського сільського округу.
У радянські часи село називалось Кірово або Аякколь.
Населення — 619 осіб (2021; 653 у 2009, 546 у 1999, 461 у 1989).